# Pseudospigelia
Pseudospigelia es un género monotípico de plantas con flores perteneciente a la familia Loganiaceae. Su única especie: Pseudospigelia polystachya (Klotzsch ex M.R.Schomb.) W.Klett, es originaria de América. Fue descrita por W.Klett y publicado en Botanisches Archiv 3: 134 en el año 1923.

## Sinonimia
- Spigelia polystachya Klotzsch ex M.R.Schomb. basónimo